# Mighty Express
Mighty Express er en canadisk animationsserie skabt af den britiske producer Keith Chapman. Serien er produceret af Spin Master Entermainment i samarbejde med Netflix. Animationen er produceret af Atomic Cartoons. Serien blev sendt første gang d. 22. september 2020.

## Handling
Serien foregår i Sporby. En by, der eksisterer i en verden, hvor voksne ikke findes (med undtagelse af Julemanden) og hvor børn styrer byens stationer og arbejder sammen med Mighty Express-togene på episke eventyr. Togene er intelligente og kan tale. Togene har alle deres egen rolle og pligter i Sporby samt deres egne redskaber og vogne, som kan hjælpe dem med deres opgaver, så alle i Sporby kan leve sammen i fred og harmoni.

## Karakterer

### Tog
Serien følger otte tog med hver deres unikke formål og evner.
| Navn               | Funktion | Farver           | Udstyr                                  | Vogne          | Siger ofte                    |
| ------------------ | --- | ---------------- | --------------------------------------- | -------------- | ----------------------------- |
| Gustav Godstog     | Gustav er det hurtigste af alle tognene. Han henter ofte store leverancer.                                                | Rød Gul          | Mega-gribeklo                           | Forlængervogn  | "Tjugga Tjugga wow"           |
| Gustav Godstog     | Gustav er det hurtigste af alle tognene. Han henter ofte store leverancer.                                                | Rød Gul          | Stabilisatorben                         | Knusevogn      | "Tjugga Tjugga wow"           |
| Mekanik-Milo       | Milo kan lægge skinner og er god til at reparere ting, f.eks. broer og skinner.                                           | Blå Orange Hvid  | Mega-gribeklo                           | Sakseliftvogn  |                               |
| Mekanik-Milo       | Milo kan lægge skinner og er god til at reparere ting, f.eks. broer og skinner.                                           | Blå Orange Hvid  | Mega-skrubbebørste                      | Lossespilsvogn |                               |
| Byg-det-Birger     | Birger er et byggetog. Han kan flytte tunge ting, grave og støbe cement.                                                  | Gul Grå          | Cementblander Mega-graver Pløjer        | Gravevogn      | "Byg-det-Birger bygger bedst" |
| Byg-det-Birger     | Birger er et byggetog. Han kan flytte tunge ting, grave og støbe cement.                                                  | Gul Grå          | Mega-graver                             | Gravevogn      | "Byg-det-Birger bygger bedst" |
| Byg-det-Birger     | Birger er et byggetog. Han kan flytte tunge ting, grave og støbe cement.                                                  | Gul Grå          | Pløjer                                  | Gravevogn      | "Byg-det-Birger bygger bedst" |
| Farmer Faye        | Farmer Faye hjælper ofte til på bondegårdsstationen. Hun høster afgrøder og transporterer dyrene rundt i Sporby.          | Grøn Orange Sølv | Mega-lasso                              | Bondegårdsvogn | "Yehaa!"                      |
| Harald Helt        | Harald Helt sørger for sikkerheden i byen. Det er ofte ham, som bliver tilkaldt til redningsaktioner og nødsstituationer. | Rød Hvid Sølv    | Mega-stige Vandslange Luftslange Sirene | Netvogn        | "Blink- og sirenetid"         |
| Flicker            | Flicker er Harald Helts lilllebror og det mindste tog i Sporby.                                                           | Rød Hvid Sølv    | Vandslange                              |                |                               |
| Flicker            | Flicker er Harald Helts lilllebror og det mindste tog i Sporby.                                                           | Rød Hvid Sølv    | Luftslange                              |                |                               |
| Personvognen Polly | Polly har til opgave at transportere børnene til skole-stationen eller kløende-knæ-stationen.                             | Gul Lilla        |                                         | Passagervogn   |                               |
| Pippa Post         | Pippa står for at levere post og pakker. Hun kender alle smutveje.                                                        | Hvid Blå Rød     | Postkanon                               | Postvogn       |                               |
| Pippa Post         | Pippa står for at levere post og pakker. Hun kender alle smutveje.                                                        | Hvid Blå Rød     | Postkanon                               | Pakkevogn      |                               |

### Mennesker

#### Hovedkarakterer
| Navn | Funktion | Station            | Siger ofte                |
| ---- | --- | ------------------ | ------------------------- |
| Max  | Max er lederen af Mighty Express-holdet. Han er ansvarlig for at fordele opgaver til byens tog. Han indkalder dagligt alle tog for at fordele dagens mega-mission. | Missions-stationen |                           |
| Liza | Liza er mekaniker og sørger for, at togene er klargjort til en mission. | Missions-stationen | "Du er Liza certificeret" |
| Nico | Nico er spormester og kartograf, og kan hjælpe togene med at finde den bedste rute. Nico spiller musik på sin DJ-pult, når togene skal vaskes, inden de skal på en mega-mission. Han elsker at klæde sig ud og tager ofte på mission med togene som eventyrer eller detektiv. Nico har blå briller og en rød heldragt på. | Missions-stationen | "Ifølge mine beregninger" |

#### Mindre karakterer
| Navn    | Funktion | Station             | Siger ofte                  |
| ------- | --- | ------------------- | --------------------------- |
| Jubilee | Hun er ansvarlig for byens arrangementer og fungerer som dommer, når de har konkurrencer. Hun fungerer som byens borgmester, selvom det aldrig bliver direkte adresseret i serien. |                     |                             |
| Klaus   | Han arbejder på bondegårdsstationen og tager sig af dyrene. | Bondegårdsstaitonen |                             |
| Maj     | Hun arbejder på bondegårdsstationen og tager sig af dyrene. | Bondegårdsstaitonen |                             |
| Karen   | Hun arbejder på post-stationen | Post-stationen      |                             |
| Amanda  | Hun er en almindelig borger i byen og går i skole. | -                   |                             |
| Jacob   | Han er en almindelig borger i byen og går i skole. Han er Amandas lillebror. | -                   | "Det er verdens undergang!" |
| Finn    | Han arbejder på strandstationen. | Strandstationen     |                             |
| Skipper | Han arbejder på havnestationen | Havnestationen      |                             |
| Ditte   | Ditte arbejder på byggepladsstationen og hjælper med at skaffe byggematerialer (primært træ og sten) til byen.                                                                     | Byggepladsstationen |                             |
| Ivy     | Hun arrangerer udflugter og aktiviteter ved Kløende-knæ-lejren | Kløende-knæ-lejren  |                             |
| Marcus  | Han er en almindelig borger i byen. Han arbejder på byens pizzeria. | -                   |                             |
| Rocky   | Han arbejder på Tindetop-stationen. | Tindetop-stationen  |                             |

### Dyr
- Popstjernegrisene: en danse/-syngegruppe bestående af fire grise. Når grisene ikke optræder, bor de på bondegårdsstationen.
- Bukke Gedesen: en ged som bor i en lille hytte på toppen af Tindetop-stationen. Han har langt pandehår, som ofte får ham i problemer, fordi han ikke kan se noget.
- Diesel: en lille hvid og brun hund. Han går med en kokkehat og en halsklud. Han kører ofte sammen med toget Flicker.
- Delfi: en delfin, som svømmer rundt ved havne-stationen.
- Bisse: en bæver med en lille gul sikkerhedshat. Han hjælper Ditte på byggepladsstationen.
- Tim: en stor tyr, som elsker operamusik. Han bor på bondegårdsstationen.
- Baske: en brevdue, som hjælper Ditte på Post-stationen. Baske kører også ofte tur sammen med postvognen Pippa.
- Snebold: en pingvin, som bor ved Tindetop-stationen.
- Mini: en hval, som hører til ved strand-stationen.
- Grinebidder: en baby-blæksprutte, som bliver fragtet fra havnestationen til strandstationen.

### Antagonister

#### Tog
- Lasse Listig

#### Menneske
- Stella Snedig

## Togstationer
- Missions-stationen
- Strand-stationen
- Kløende-knæ-lejren
- Tindetop-stationen
- Museums-stationen
- Havne-stationen
- Byggeplads-stationen
- Skole-stationen
- Post-stationen

## Episoder
| Sæson | Episoder | Episoder | Sendt første gang  | Sendt første gang  |
| ----- | -------- | -------- | ------------------ | ------------------ |
| 1     | 10       | 10       | 22. september 2020 | 22. september 2020 |
| 2     | 8        | 8        | 2. februar 2021    | 2. februar 2021    |
| 3     | 8        | 8        | 13. april 2021     | 13. april 2021     |
| 4     | 4        | 4        | 26. july 2021      | 26. july 2021      |
| 5     | 4        | 4        | 12. oktober 2020   | 12. oktober 2020   |
| 6     | 4        | 4        | 29. marts 2022     | 29. marts 2022     |
| 7     | 6        | 6        | 29. september 2022 | 29. september 2022 |